# Alistra tuna
Alistra tuna là một loài nhện trong họ Hahniidae.
Loài này thuộc chi Alistra. Alistra tuna được Raymond Robert Forster miêu tả năm 1970.